# Albești (okręg Ardżesz)
Albești – wieś w Rumunii, w okręgu Ardżesz, w gminie Albeștii de Muscel. W 2011 roku liczyła 1061 mieszkańców.